# ヴァーニー伯爵
ヴァーニー伯爵（ヴァーニーはくしゃく、英: Earl Verney）は、アイルランド貴族の爵位。1742年に創設され、1791年に廃絶した。女系子孫が叙されたファーマナ男爵位についても記述する。

## 歴史
騎士党で1642年のエッジヒルの戦いで戦死したサー・エドマンド・ヴァーニー(1590/1596–1642)の息子ラルフ・ヴァーニー(1613–1696)ははじめ議会派に属し、庶民院議員を務めたが、1643年の厳粛な同盟と契約への署名を拒否して海外逃亡し、1646年に領地を没収された。1653年に帰国して投獄されたが、イングランド王政復古の後の1661年3月16日にイングランドにおける準男爵に叙された。彼はその後、1680年代に再度庶民院議員を務めた。
その息子である2代準男爵ジョン・ヴァーニー(1640–1717)はトーリー党に属し、1703年6月16日にアイルランド貴族であるキャバン県におけるベルターベットのヴァーニー男爵とファーマナ県子爵（一般的には「ファーマナ子爵」と呼ばれる）に叙された後、1710年代に庶民院議員を務めた。
その息子である2代子爵ラルフ・ヴァーニー(1683–1752)はトーリー党所属庶民院議員を務めた後、ホイッグ党に転じ、1743年3月22日にアイルランド貴族であるレンスター地方におけるヴァーニー伯爵に叙された。
その次男にあたる2代伯爵ラルフ・ヴァーニー(1714–1791)は30年以上ホイッグ党所属庶民院議員を務めたが、男子がおらず、1791年1月に死去すると爵位がすべて廃絶した。
2代伯爵の兄の娘にあたるメアリー・ヴァーニー(1737–1810)は1791年3月に伯爵の遺産を相続した後、その財産からくる選挙への影響力を評価した首相小ピットの推薦により、1792年6月13日にアイルランド貴族であるファーマナ女男爵に叙された。彼女は生涯未婚であり、爵位は1代で廃絶した。遺産は遺言状に基づき異父妹キャサリン(c.1745–1827)が相続、キャサリンは1811年に姓をヴァーニーに改めた。キャサリンも子供がおらず、その死後は父方の親族第2代準男爵サー・ハリー・カルヴァート(1801–1894)が相続し、カルヴァートは姓をヴァーニーに改めた。

## （ミドル・クレイトンの）ヴァーニー準男爵（1661年）
- 初代準男爵サー・ラルフ・ヴァーニー（英語版）（1613年 – 1696年）
- 第2代準男爵サー・ジョン・ヴァーニー（1640年 – 1717年）

## ファーマナ子爵（1703年）
- 初代ファーマナ子爵ジョン・ヴァーニー（1640年 – 1717年）
- 第2代ファーマナ子爵ラルフ・ヴァーニー（1683年 – 1752年）

## ヴァーニー伯爵（1742年）
- 初代ヴァーニー伯爵ラルフ・ヴァーニー（1683年 – 1752年）
- 第2代ヴァーニー伯爵ラルフ・ヴァーニー（英語版）（1714年 – 1791年）

## ファーマナ男爵（1792年）
- 初代ファーマナ女男爵メアリー・ヴァーニー（1737年 – 1810年）